# عندما حكم المسلمون أوروبا (فلم)
عندما حكم المسلمون أوروبا (بالإنجليزية: When the Moors Ruled in Europe) هو فلم وثائقي قدمته المؤرخة الإنجليزية بيتاني هيوز. وهو عبارة عن سلسلة مكونة من جزأين تتناول المساهمة التي قدمها المسلمون (الموريسكيون) لأوروبا خلال حكمهم الذي استمر 700 عام في إسبانيا والبرتغال وانتهى في القرن الخامس عشر. تم بثه لأول مرة على القناة الرابعة يوم السبت 5 تشرين الأول 2005، وتم تصويره في منطقة الأندلس الإسبانية، وخاصة في مدن غرناطة وقرطبة ومدينة فاس المغربية.
وانتهت هذه الحقبة بسقوط الأندلس التي أحرقت خلالها السلطات الكاثوليكية أكثر من مليون كتاب ومخطوط عربي.

## طالع أيضًا
- قائمة الأفلام الإسلامية

## روابط خارجية
- عندما حكم المسلمون أوروبا  في قاعدة بيانات الأفلام على الإنترنت (بالإنجليزية)
- When The Moors Ruled In Europe, The Sydney Morning Herald, 17 June 2007
- When the Moors Ruled In Europe (DVD), NeuFutur Magazine, 18 June 2008
- DVD Video Reviews: When the Moors Ruled in Europe, Alhambra, 3 June 2008